# 韦尔贝格
韦尔贝格是奥地利蒂罗尔州施瓦茨县的一个市镇。总面积55.4平方公里，总人口2263人，人口密度40.8人/平方公里（2005年）。